# Eagle Talon
Eagle Talon (秘密結社 鷹の爪 Himitsu Kessha Taka no Tsume?, lit. Sociedad Secreta de la Garra de Águila) es una Animación Flash Japonesa creada por Shimane Prefecture dirigido por Ryo Ono.
El espectáculo es distribuido en Internet vía sitios Web por DLE (Dream Link Entertainment) y fue lanzado en 2007-03-16.

## Argumento
Eagle Talon es una sociedad secreta basada en Kojimachi, Tokio.  Cada episodio de 10 minutos sigue las tentativas de la Garra de Águila (y fracasos subsecuentes) para tomar el mundo.

## Personajes
- Canciller (総統 Sōtō?)

El líder de Garra de Águila. Él tiene 55 años. Su objetivo principal es la dominación mundial.
- Yoshida (吉田君 Yoshida-kun?)

Tiene 24 años y aunque él esté en aquella edad él no se pone más alto que cuando era un niño, ni cuando él vuelve más viejo. Originalmente de otra animación flash de FROGMAN, SGuy and the Family Stone.
- Phillip (フィリップ Firippu?)

Un empleado de contrato de 27 años de la Garra de Águila y fue encendido en algún episodio de la garra de águila debido a sus sueños de ser Deluxe Phillip. Cuando él era un niño él no sabía ninguna otra lengua que la popa y cuando él tenía 13 años él era un delincuente juvenil y el muere 6 meses después de la serie. Él era también al principio de SGuy and the Family Stone.
- Doctor Leonardo (レオナルド博士 Reonarudo-hakase?)

Un osito de felpa así como un científico loco y parece atacar a la gente siempre que él sea llamado por su Aspecto. He's dreams contains 3 of him being a man eating bear and seems to change the kind of bear he is when aging. Tiene 40 años.
- Bodhisattva Boy (菩薩峠君 Bosatsu-kun?)

Un muchacho de 4 años. Él es un muchacho enigmático con capacidades psíquicas y toma el aspecto de su madre.